# François Libermann
François Libermann (Saverne, 12 aprile 1802 – Parigi, 2 febbraio 1852) è stato un presbitero francese, fondatore della congregazione del Cuore Immacolato di Maria e, dopo l'unione di questa alla Congregazione dello Spirito Santo, superiore generale degli spiritani.
La Chiesa Cattolica lo riconosce come venerabile.

## Biografia
Jacob Libermann, figlio di un rabbino, studiò teologia ebraica a Metz; si convertì al cattolicesimo e venne battezzato nel Natale del 1826 con il nome di François. Entrò nel seminario parigino di San Sulpizio e nel 1841 venne ordinato prete ad Amiens.
Iniziò a meditare di istituire una congregazione di missionari da impiegare nell'evangelizzazione degli indigeni delle colonie francesi in Africa e, ottenuta l'approvazione della congregazione di Propaganda Fide, fondò a La Neuville la Congregazione del Cuore Immacolato di Maria: nel 1842 i primi missionari vennero inviati ad Haiti, Bourbon e Mauritius e nel 1843 venne affidato all'istituto il vicariato apostolico delle Due Guinee.
Nel 1848 la sua congregazione si fuse con quella dello Spirito Santo ed egli ne venne eletto superiore generale.
Propugnò la creazione di un clero indigeno in Africa e aprì i primi seminari nel continente.

## Il culto
Il 10 agosto 1910 papa Pio X ha concesso la pubblicazione del decreto sull'eroicità delle virtù, riconoscendo a padre Libermann il titolo di venerabile.